# Ouash-Ptah
Ouash-Ptah dit Izi est le vizir du pharaon Néferirkarê Kakaï de la Ve dynastie égyptienne.
Il commence probablement sa carrière dans l'administration royale du temps du règne de Sahourê et gravit les échelons de la cour au point d'être nommé vizir du royaume par le successeur de ce pharaon. À ce titre il est à la tête de l'administration et de la justice du roi et chargé d'organiser les expéditions vers les carrières et contrées limitrophe du pays qui fournissait les matières premières alimentant l'économie du pays. Il supervise également, dirige parfois, les grands chantiers de constructions dont notamment l'édification de la nouvelle pyramide royale qui s'élève sur le plateau d'Abousir au nord de Saqqarah.

## Sépulture
|                    | Ouash-Ptah |  |
| ------------------ | ---------- |  |
| Type               | Mastaba    |  |
|                    |            |  |
| Emplacement        | Abousir    |  |
| Date de découverte |            |  |
| Découvreur         |            |  |
| Fouilles           |            |  |
| Objets découverts  |            |  |

Sa tombe a été retrouvée dans la nécropole royale d'Abousir et a livré des inscriptions relatant la mort brutale du vizir en présence du roi, fait exceptionnel relatés par le fils aîné de Ouash-Ptah, Mernetjersetni auquel le roi confia l'édification du tombeau de son père. C'est lui qui fera inscrire sur les parois du tombeau les faits qui entourent la mort de son père.
Il nous apprend ainsi que lors d'une visite du chantier d'un nouveau monument, le roi s'était déplacé en personne, en compagnie de ses enfants, de sa cour et de son vizir. Constatant l'avancée des travaux, Pharaon s'adresse à lui, commençant un discours et c'est alors que le ministre s'est effondré comme foudroyé. Le roi choqué alerta son entourage et très éprouvé fit transporter son vizir au palais, convoqua ses fils, ses médecins royaux et les prêtres ritualistes afin de sauver la vie du premier d'entre tous ses courtisans. 
Néferirkarê fait même expressément acheter un coffre de papyri médicaux à cette fin, sans succès, le vizir succombe à son malaise. 
Affligé par ce drame et la perte de son « unique confident », Pharaon se retire dans ses appartements pour prier le dieu Rê et charge alors Mernetjersetni de faire construire le mastaba de son père aux frais du palais à l'ombre de la pyramide de Sahourê à Abousir. Par décret royal, il fait également préparer le viatique funéraire du vizir dont un sarcophage en ébène, chose qui n'avait jamais été faite pour aucun noble avant lui.
Les blocs sur lesquels cet évènement est rapporté ont été extraits du mastaba de Ouash-Ptah et sont désormais exposés au musée du Caire.